# Viktor von Alten (General, 1821)
Viktor Karl Ferdinand von Alten (* 15. Mai 1821 in Tecklenburg; † 9. April 1890 in Vilz) war ein preußischer Generalleutnant und Kommandant von Danzig.

## Leben

### Herkunft
Viktor war der dritte Sohn des hannoversche Hauptmann Georg von Alten (1779–1854) und dessen Ehefrau Karoline, geborene von der Hagen (1786–1863).

### Militärkarriere
Nach dem Besuch der Kadettenhäuser in Potsdam und Berlin wurde Alten am 15. August 1838 als Unteroffizier dem 30. Infanterie-Regiment der Preußischen Armee überwiesen. Nach seiner Versetzung in das Garde-Reserve-Infanterie-(Landwehr-)Regiment avancierte er Mitte Februar 1842 zum aggregierten Sekondeleutnant und wurde Mitte August einrangiert. Mitte April 1848 folgte seine Kommandierung zunächst als Führer einer Jägerkompanie und dann als Adjutant des Generalkommandos zu den schleswig-holsteinischen Truppen. Alten nahm während des Krieges gegen Dänemark an den Kämpfen bei Schleswig, Kolding, Idstedt, Atzbüll, Gravenstein, Viuf, Alminde, Gubsö und Missunde sowie den Belagerungen von Fredericia und Friedrichstadt teil.
Mitte November 1849 nahm Alten seinen Abschied aus der Preußischen Armee und wurde als Hauptmann I. Klasse im Generalstab beim Generalkommando der Schleswig-Holsteinischen Armee angestellt. Nachdem die Armee am 1. April 1851 aufgelöst, nahm er am 16. August 1851 seinen Abschied und trat am 22. Juni 1852 als Premierleutnant im 32. Infanterie-Regiment wieder in preußische Dienste. In den Jahren 1853/54 war Alten kurzzeitig zur 4. Pionier-Abteilung sowie zum 6. Ulanen-Regiment kommandiert. Am 1. Juli 1855 erfolgte seine Kommandierung als Kompanieführer beim III. Bataillon im 32. Landwehr-Regiment in Naumburg (Saale) und Anfang Januar 1858 stieg er zum Hauptmann auf. Dieses Kommando wurde von September 1858 bis August 1859 durch eine Verwendung als Kompanieführer beim 4. kombinierten Reserve-Bataillon unterbrochen. Mitte November 1859 wurde Alten zum Kompaniechef im 32. Infanterie-Regiment ernannt, in dieser Eigenschaft Anfang Januar 1866 in das Brandenburgische Füsilier-Regiment Nr. 35 versetzt und Anfang April zum Major befördert. Im Krieg gegen Österreich führte er seine Kompanie bei Münchengrätz und Königgrätz, wurde nach dem Friedensschluss im September 1866 Kommandeur des I. Bataillons, das zur Besatzung von Dresden gehörte, und mit dem Roten Adlerorden IV. Klasse mit Schwertern ausgezeichnet.
Bei der Mobilmachung anlässlich des Krieges gegen Frankreich wurde Alten zum Oberstleutnant befördert und führte sein Bataillon bei Vionville, Gravelotte, Artenay, St. Germain-le-Grand, Chilleurs-aux-Bois, Vaumainbert, Vendôme, Azay, Montaillé und Le Mans sowie vor Metz. Ausgezeichnet mit beiden Klassen des Eisernen Kreuzes wurde er nach dem Frieden von Frankfurt am 22. August 1871 unter Stellung à la suite mit der Führung des Pommerschen Füsilier-Regiments Nr. 34 beauftragt. Vom 4. November 1871 bis zum 14. September 1876 war Alten Kommandeur dieses Regiment, stieg zwischenzeitlich zum Oberst auf und wurde anschließend unter Stellung à la suite mit der Führung der 25. Infanterie-Brigade in Münster beauftragt. Er wurde am 20. September 1876 Generalmajor und Brigadekommandeur. Daran schloss sich vom 8. September 1877 bis zum 16. August 1882 eine Verwendung als Kommandeur der 26. Infanterie-Brigade in Minden und anschließend als Kommandant von Danzig an. In dieser Stellung erhielt Alten im Januar 1884 anlässlich des Ordensfestes den Stern zum Roten Adlerorden II. Klasse mit Eichenlaub und Schwertern am Ringe. Unter Verleihung des Kronen-Ordens I. Klasse wurde er in Genehmigung seines Abschiedsgesuches am 5. Februar 1887 mit Pension zur Disposition gestellt.
Er starb am 9. April 1890 in Vilz.

### Familie
Alten heiratete am 2. Dezember 1849 Emma von Reuß (1827–1894). Das Paar hatte mehrere Kinder:
- Helene (* 1850) ⚭ 1877 Friedrich Adolf Strauß (1817–1888)
- Thekla (* 1852)
- Gertrude (* 1862) ⚭ Nikolaus Nikisch, K.K. Hauptmann